# Notre demeure
Pour plus de détails, voir Fiche technique et Distribution.
Notre demeure (Nosso Lar) est un film brésilien réalisé par Wagner de Assis (pt) sorti en 2010. Il s'agit d'une adaptation du livre Nosso Lar de Francisco Candido Xavier publié en 1944.

## Synopsis
La vie après la mort du docteur André Luiz dans la cité spirituelle de Nosso Lar.

## Fiche technique
- Titre original : Nosso Lar
- Réalisation : Wagner de Assis
- Scénario : Wagner de Assis et Laura Malin d'après le roman Nosso Lar de Francisco Cándido Xavier
- Photographie : Ueli Steiger (en)
- Musique : Philip Glass
- Montage : Marcelo Moraes
- Direction artistique : Marcus Ranzani
- Costumes : Luciana Buarque
- Effets spéciaux : Intelligent Creature
- Production : Cinetica Filmes e Produçoes / Migdal Filmes / Globo Filmes
- Distributeurs : 20th Century Fox / Jupiter Films / Fox Films Brasil / Strand Releasing / New KSM / Paycom Multimedia
- Pays d'origine : Brésil
- Genre cinématographique : Drame
- Durée : 103 minutes
- Date de sortie : 2010

## Distribution
- Renato Prieto : André Luiz
- Fernando Alves Pinto :  Lisias
- Rosanne Mulholland : Eloïsa
- Inez Viana : Narcisa
- Rodrigo dos Santos : Tobias
- Werner Schünemann : Emmanuel
- Clemente Viscaino : Clarencio
- Ana Rosa : Laura
- Othon Bastos :  le gouverneur
- Helena Varvaki : Zélia
- Aracy Cardoso : Dona Amelia
- Selma Egrel : Luisa
- Nicolas Siri : Ernesto
- Chica Xavier : Ismalia